# Anders Ekenberg
Anders Ekenberg, född 28 oktober 1767 i Norrköping, död 17 juli 1826 i Skeppsås socken, var en svensk präst.

## Biografi
Anders Ekenberg föddes 1767 i Norrköping. Han var son till faktorismeden Anders Ekenberg och Christina Ericsdotter. Ekenberg började studerade i Norrköping och Linköping. Han blev höstterminen 1789 student vid Uppsala universitet och prästvigdes 2 november 1793. Ekenberg blev 20 augusti 1806 komminister i Nykils församling och tillträdde 1808. Han blev 6 september 1809 komminister i Älvestads församling och tillträdde 1810. Ekenberg avlade pastoralexamen 22 november 1815 och blev kyrkoherde i Skeppsås församling 9 oktober 1816 med tillträde 1818. Han avled 1826 i Skeppsås socken.

### Familj
Ekenberg gifte sig 2 december 1808 med Catharina Fredrica Törner (1769–1830). Hon var dotter till kyrkoherden i Varvs socken. De fick tillsammans sonen Anders Lorentz (1811–1825).